# تشارلز آر. هويل
تشارلز آر. هويل (بالإنجليزية: Charles R. Howell) هو سمسار تأمين وسياسي أمريكي، ولد في 23 أبريل 1904 في الولايات المتحدة، وتوفي بنفس المكان في 5 يوليو 1973. حزبياً، نشط في الحزب الديمقراطي. انتخب عضو جمعية نيوجيرسي العامة (1944 – 1947) وانتخب عضو مجلس النواب الأمريكي (1949 – 1955).